# Martien Beversluis
Martinus (Martien) Beversluis (Barendrecht, 28 maart 1894 – Middelburg, 18 februari 1966) was een Nederlandse dichter en romanschrijver. Hij gebruikte ook de pseudoniemen Silvius Berckhout, Reinier Bloemert, Thea de Born, M.B. Versluis, Huib Wouters, Rob Altena.
Martien Beversluis studeerde in de jaren 1922-1925 Nederlandse taal en letteren te Utrecht. Vanaf 1914 publiceerde hij onder meer in Groot Nederland en in De Nieuwe Gids. Van zijn hand verschenen sinds 1920 verschillende poëziebundels en een roman. Voor de Tweede Wereldoorlog was hij achtereenvolgens socialist, communist en jongprotestant. In de periode 1928-1934 werkte hij, daartoe aangetrokken door de omroepsecretaris van de VARA Ger Zwertbroek, op letterkundig gebied voor de VARA en publiceerde hij het sterk antimilitaristische Aanklacht (1930). Vervolgens werkte hij tijdens zijn lidmaatschap van de CPH mee aan het antifascismenummer van Links Richten. In 1937 werd hij redacteur van het protestantse Elckerlijc. In deze periode publiceerde hij christelijk-religieus werk. In dat jaar trouwde hij met Johanna Verstraate, zij schreef onder het pseudoniem Dignate Robbertz populaire streekromans. Een jaar later manifesteerde hij zich als redacteur van De Nieuwe Gids, die inmiddels onder leiding van Alfred Haighton in nationaalsocialistisch vaarwater terechtgekomen was.
In oktober 1940 werd hij lid van de Nationaal-Socialistische Beweging (NSB) van Anton Mussert en in 1942 van de Nederlandsche SS. Gedurende de bezettingstijd publiceerde hij bij De Amsterdamsche Keurkamer onder meer de dichtbundels De ballade van het dagelijksche brood (1942) en Het zaad (1943). Hij fungeerde als lector voor het nationaalsocialistische Departement van Volksvoorlichting en Kunsten. Op basis van de leesverslagen van een lector werd bepaald of een boek voor uitgave in aanmerking kon komen — een lector fungeerde dus als censor. Hij was ook medewerker van de gelijkgeschakelde Nederlandsche Omroep. Voorts schreef Beversluis in het NSB-blad De Zeeuwsche Stroom scherpe, nationaalsocialistisch getinte bijdragen. In 1944 was hij NSB-burgemeester van de Zeeuwse gemeenten Veere en Vrouwenpolder. Op 16 oktober 1944 ontvluchtte hij Walcheren met de burgemeesters van Middelburg, Sint-Laurens en Vlissingen.
Na de oorlog werd hij geïnterneerd. In 1947 werd hij op medische en psychiatrische gronden vrijgelaten en ontslagen van rechtsvervolging. Bij de Perszuivering werd hem het uitoefenen van journalistieke werkzaamheden voor een periode van twintig jaar verboden. De Eereraad voor de Letterkunde besliste in eerste instantie dat hij voor tien jaar het recht om te publiceren verloor. In hoger beroep werd het vonnis teruggebracht tot drie jaar. Na de oorlog publiceerde hij nog diverse dichtbundels en toneelstukken.

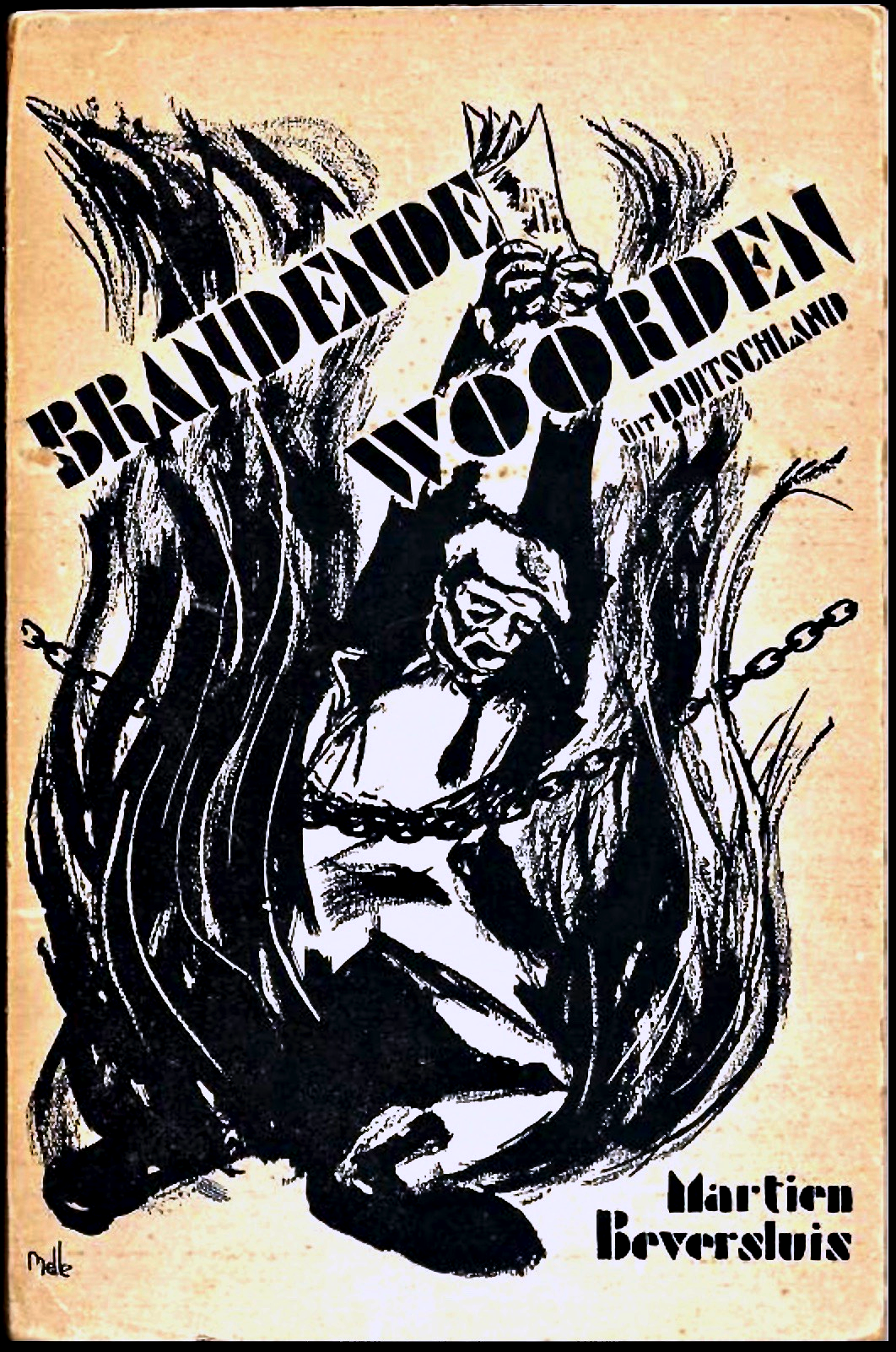
Brandende woorden uit Duitschland (1934)
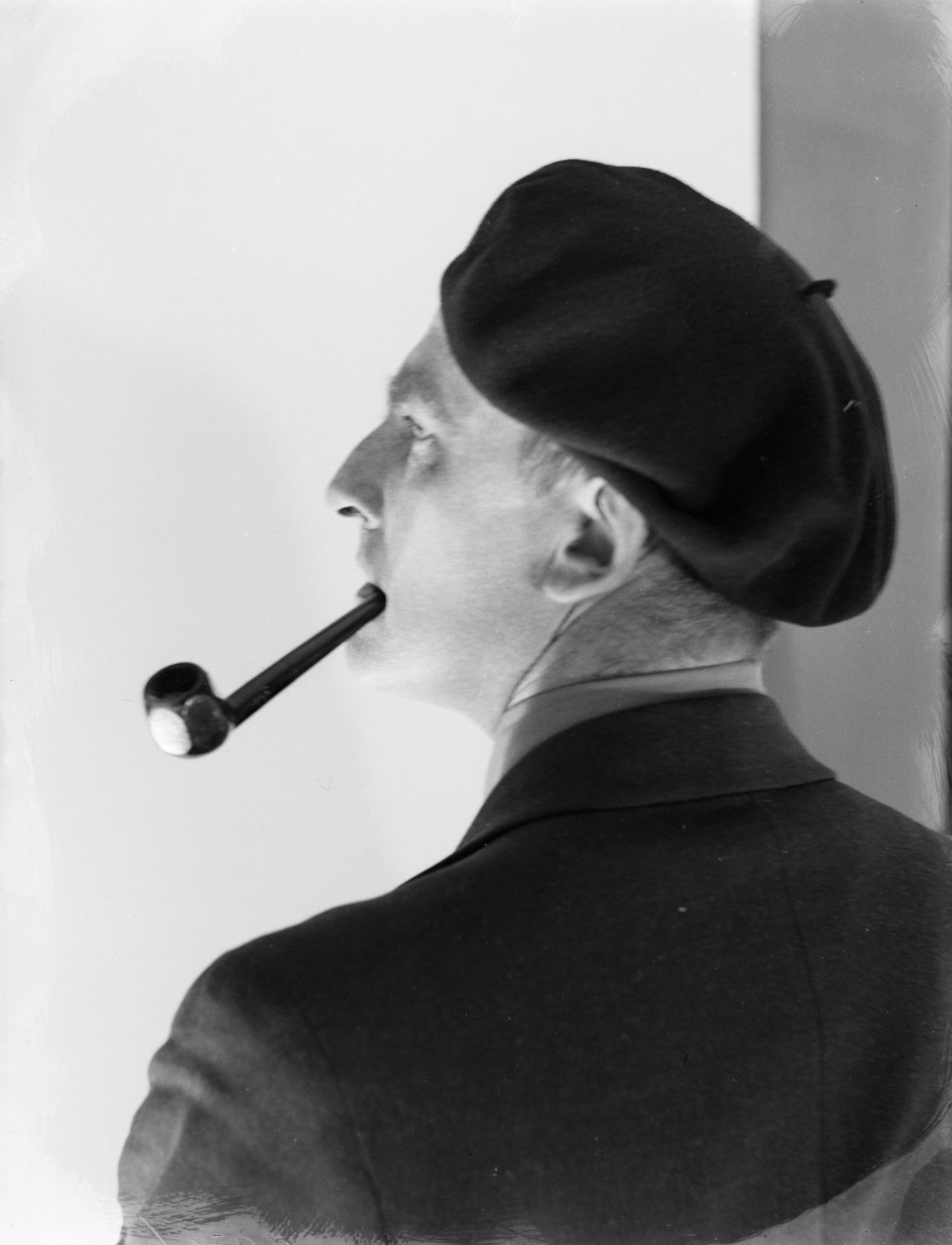
Foto door Willem van de Poll (1932)
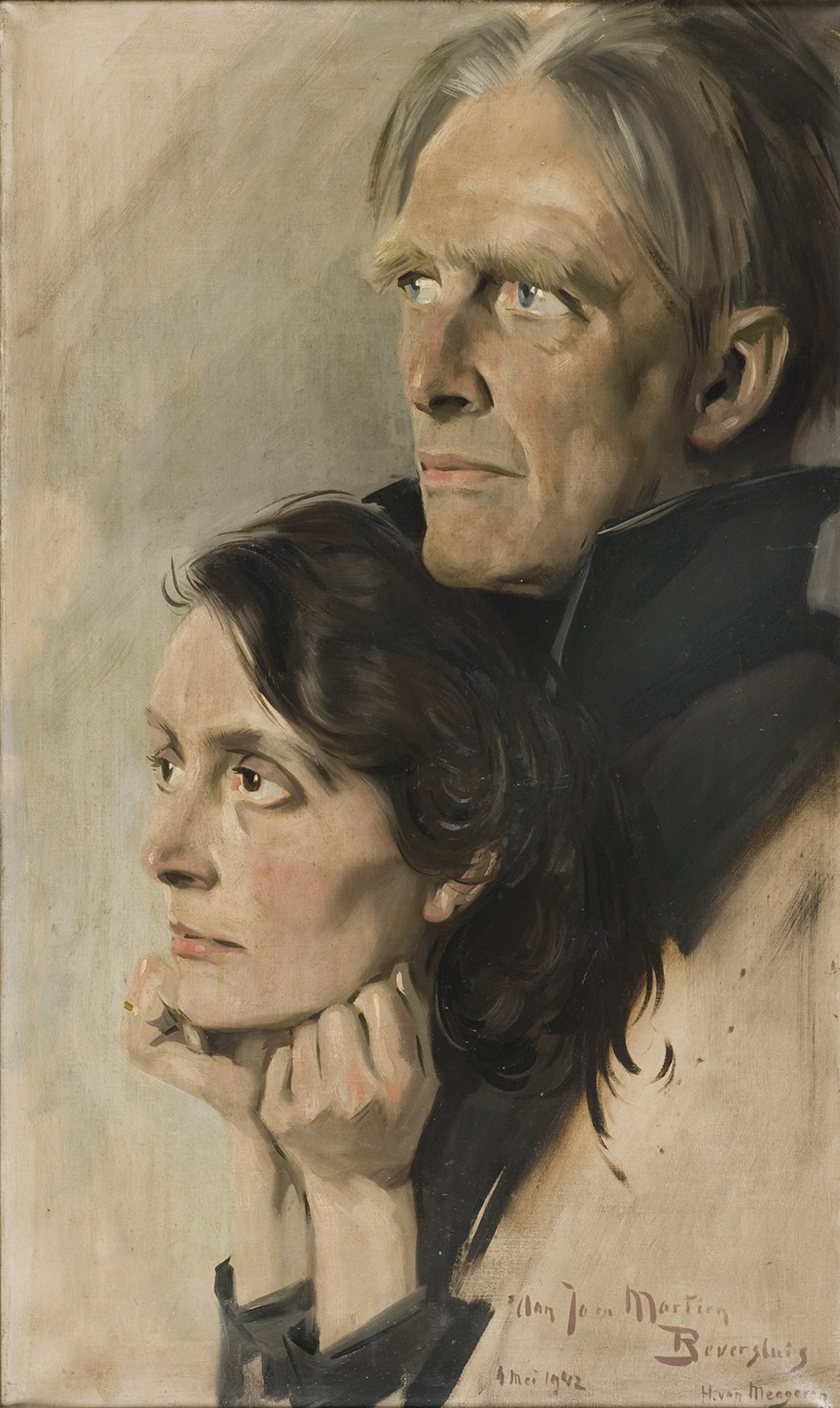
Beversluis met zijn echtgenote Dignate Robbertz, geportretteerd door Han van Meegeren